# Episcopio (ottica)

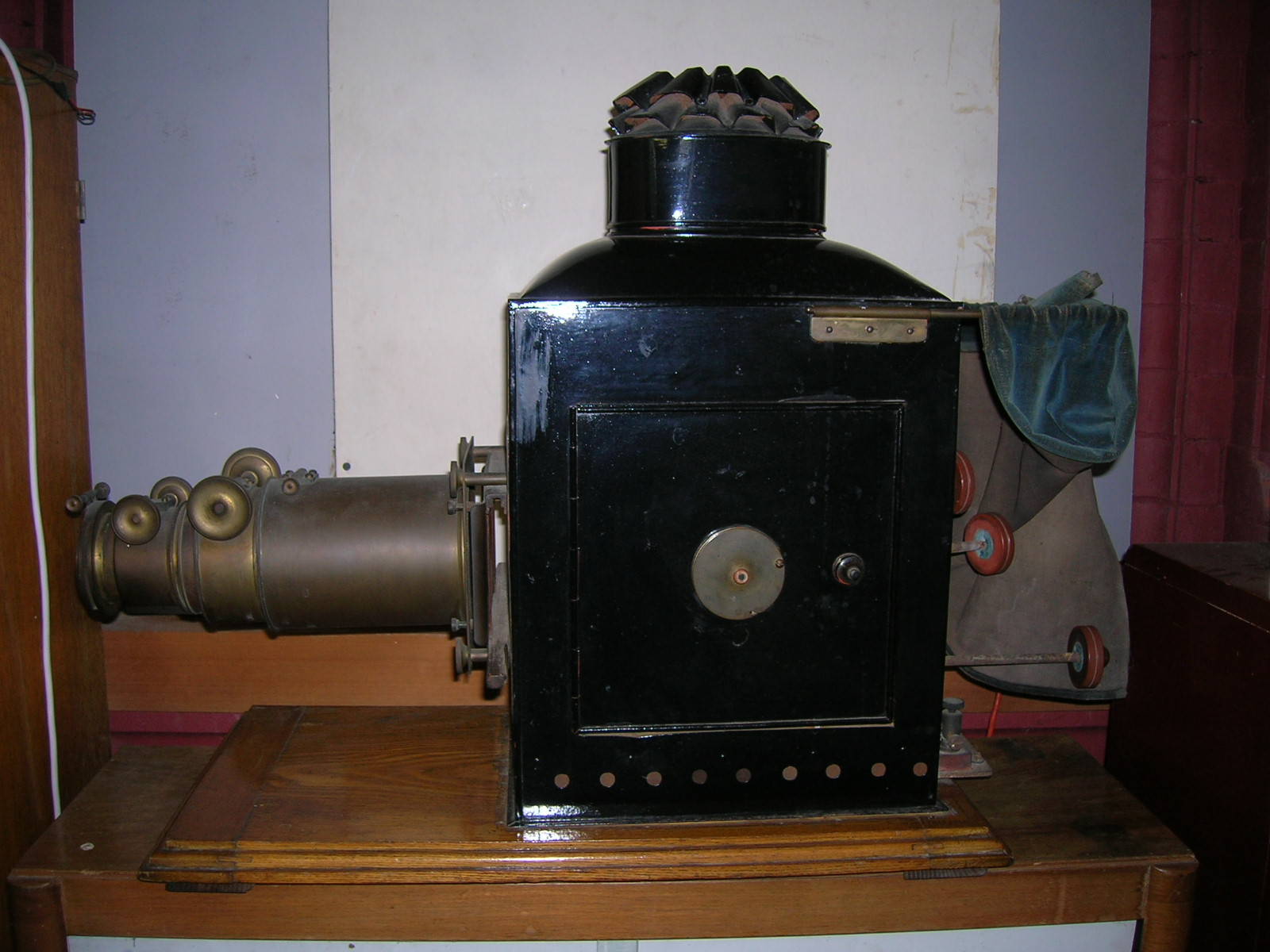
Episcopio conservato al museo della tecnologia di Cambridge. Questo era originariamente posto nella sala di lettura dell'università verso la fine dell'800.

L'episcopio è un dispositivo ottico che permette di proiettare su un supporto fisico, quali ad esempio uno schermo di proiezione o un muro, l'immagine in presa diretta da originali opachi, quali libri, fotografie, stampe, giornali, e anche piccoli oggetti tridimensionali come monete.

## Descrizione
Gli episcopi moderni (sempre più rari) appaiono come un ibrido tra una piccola fotocopiatrice da tavolo e un videoproiettore, e sono costituiti da un piano in vetro sul quale va posto l'originale opaco o l'oggetto tridimensionale da proiettare, solitamente con dimensioni non superiori a 15 cm di altezza.
Sotto questo vetro, un sistema di lampade illuminerà sufficientemente l'oggetto, che rifletterà la sua immagine nel sistema di specchi e lenti che ne consentono la proiezione sullo schermo.
Un vetro sovrasta il sistema di ottica (solitamente a 5 elementi) che offre un ingrandimento da 3x fino a 8x.
Le lampade possono essere di tipo alogeno o a vapori metallici, in gruppi da 2 o da 4, per una potenza media complessiva di circa 800-1200 Watt.
Le dimensioni di un comune episcopio moderno possono quantificarsi indicativamente in 400 x 300 x 500 mm (L x H x P).

## Vantaggi e svantaggi
Un enorme vantaggio dell'episcopio è la semplicità e la prontezza all'uso, poiché l'originale viene direttamente proiettato. L'immagine non deve essere precedentemente catturata, convertita o digitalizzata in alcun modo, ma semplicemente posta sul piano di proiezione.
Dal momento, però, che gli episcopi sono dispositivi che funzionano col principio della luce riflessa, necessitano di lampade molto più potenti, con grande consumo energetico, e lenti molto più grandi e pesanti rispetto a quelle impiegate dalla comuni videoproiettori digitali, che invece lavorano solitamente per luce diretta. Per lo stesso motivo gli episcopi vanno solitamente impiegati in stanze quasi totalmente oscurate.

## Campo d'applicazione
Gli episcopi sono tipicamente impiegati per proiettare immagini da pagine di libri, disegni, piccoli oggetti (soprattutto in geologia e biologia).
Viene inoltre impiegato da artisti di vario tipo durante la produzione delle loro opere (ad esempio proiettando su un muro lo schizzo precedentemente realizzato su carta).
Sono inoltre stati realizzati episcopi giocattolo (a tema) che però non offrono sicuramente una nitidezza e luminosità dell'immagine tale da consentirne un uso intensivo.

## Caduta in disuso
Nel corso dei recenti anni, anche a causa della grandissima diffusione di dispositivi per la grafica digitale e PC, sempre meno produttori si occupano degli episcopi, i quali sono stati sostituiti prima dalle lavagne luminose e poi dai videoproiettori digitali, dispositivi che richiedono comunque un'acquisizione dell'immagine, attraverso fotocopia su foglio trasparente (lucido) le prime o digitalizzazione i secondi.
Sebbene altri dispositivi siano attualmente più apprezzati dal mercato, gli episcopi sono tuttora ancora richiesti nei negozi di elettronica di consumo.